# Autostrada A661 (Niemcy)
Autostrada A661 (niem. Bundesautobahn 661 (BAB 661) także Autobahn 661 (A661)) – autostrada w Niemczech przebiegająca z północy na południe stanowiąc wschodnią obwodnicę Frankfurtu, łącząca autostradę A5 z autostradą A3 w Hesji.
A661 nazywana jest również Taunusschnellweg lub Osttangente Frankfurt.

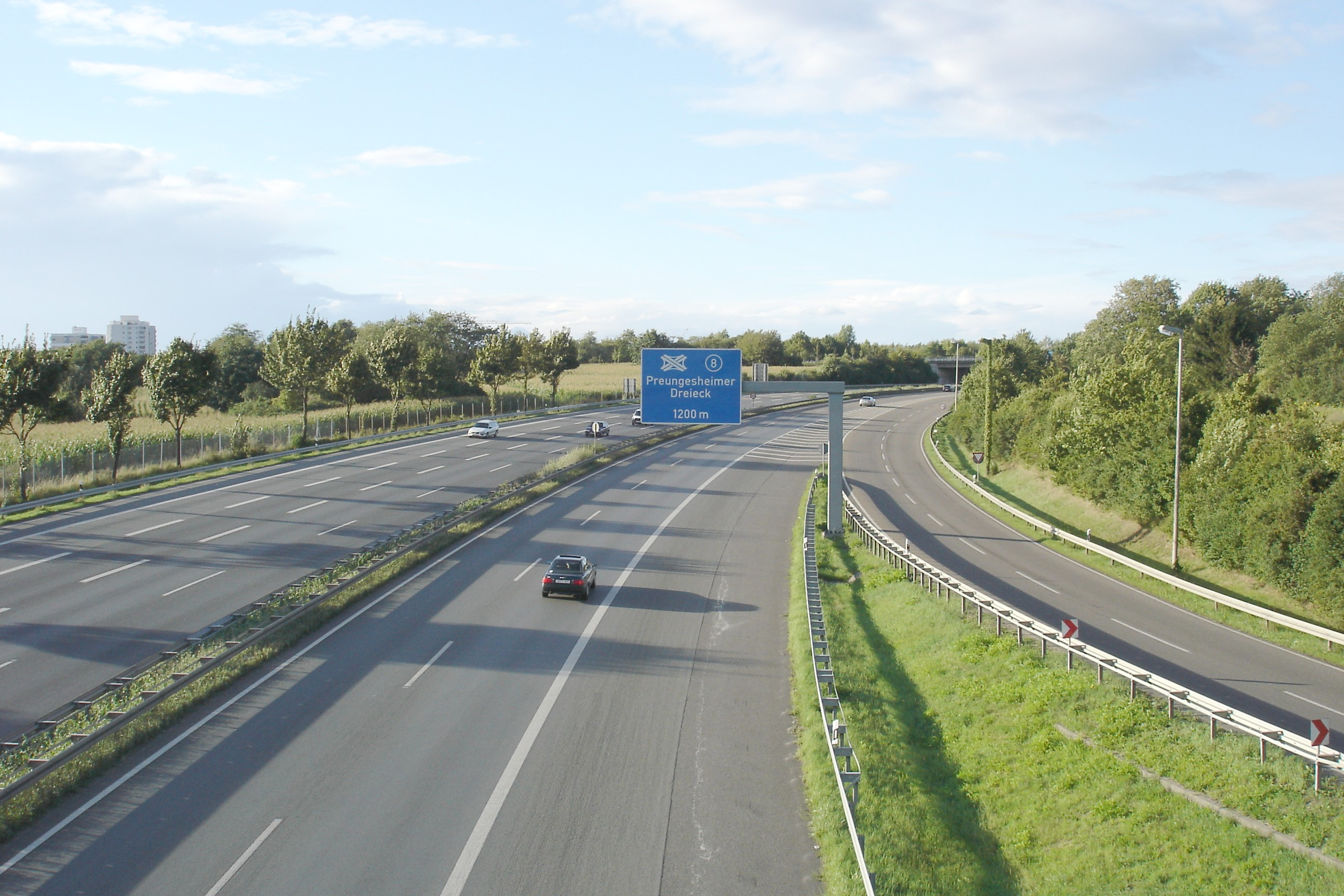
A661 w okolicy Friedberger Landstraße